# Želvy
Želvy (Testudines) jsou významnou, rozmanitou a značně rozšířenou skupinou vyhynulých i recentních (v současnosti stále žijících) plazů.

## Základní charakteristika
Želvy se od ostatních plazů odlišují především tím, že je jejich tělo obvykle chráněno kostěným krunýřem, který se dělí na hřbetní (karapax) a břišní (plastron). Vyvinul se z jejich žeber. Do tohoto řádu se zahrnuje i několik dnes již vyhynulých druhů. Nejstarší druhy blízce příbuzné želvám žily před zhruba 220 miliony let v období triasu (rod Odontochelys), což z nich dělá jednu z nejstarších dosud žijících skupin plazů (o mnoho více než ještěři nebo hadi). Příslušníci skupiny Testudines (želvy) se poprvé prokazatelně objevili ve střední juře. Na světě žije více než 350 druhů želv (k roku 2017 odhadem 356 druhů), řada z nich je silně ohrožených. Želvy jsou studenokrevní živočichové, což znamená, že teplota jejich těla se mění podle okolního prostředí. Jsou typicky dlouhověké, někteří jedinci se dožili prokazatelně i více než 180 let, např. želva sloní. Želvy jsou rozšířené prakticky po celém světě (mimo polární oblasti), zejména pak v oblastech s teplejším klimatem.

## Želvy v Česku
V české přírodě se vyskytuje přibližně osm druhů želv. Nejhojnějším druhem želv v Česku je nepůvodní želva nádherná. Jedinou původní (a i ta byla údajně vysazena v 16. století) je želva bahenní.

## Anatomie a morfologie

### Rozměry
Velikost želv se značně různí. Mořské druhy dorůstají obvykle obrovských rozměrů, zatímco sladkovodní želvy jsou typicky daleko menší (ale jsou zaznamenáni i jedinci 2 m dlouzí). Suchozemské želvy mohou dorůstat až do velikosti želv mořských. Největší želvou na světě je v současné době kožatka velká – mořská želva, která váží i přes 900 kg a jejíž krunýř je až 2 m dlouhý. Nejmenší želvou je Homopus signatus signatus (poddruh želvy trpasličí), která měří necelých 8 cm a váží pouhých 140 g.[zdroj?]
V prehistorických dobách byly po celém světě hojně rozšířeny želvy sloní,[zdroj?] avšak s příchodem člověka tento druh téměř vyhynul. Předpokládá se, že je lidé lovili jako potravu. Nyní můžeme želvy sloní najít pouze na Seychelách a Galapágách. Dorůstají do velikosti přes 130 cm (délka) a váží okolo 300 kg. Mezi největší želvy celé geologické historie patřil obří mořský svrchnokřídový druh Archelon ischyros s délkou těla až 4,6 metru a s hmotností asi 2,2 tuny. Podobně velký byl také jihoamerický miocenní druh Stupendemys geographicus, jehož krunýř mohl být dlouhý až kolem 3,3 metru a hmotnost dosahovala asi 1145 kg.

### Zatahování krku
Želvy rozdělujeme do dvou podřádů podle toho, jakým způsobem vtahují krk do krunýře: želvy skupiny Cryptodira (skrytohrdlí) dokážou zatáhnout krk a hlavu pod páteř, želvy skupiny Pleurodira (skrytohlaví) ji schovávají do krunýře na levou nebo pravou stranu. Jazyk je tlustý a nevysunutelný.

### Hlava
Komorové oči většiny suchozemských želv směřují dolů na předměty před nimi, zatímco u některých vodních želv se oči nacházejí na vrchní části hlavy. Tyto druhy se dokážou v mělkých vodách skrýt před predátory tak, že jsou zcela ponořeny ve vodě vyjma očí a nozder. Mořské želvy mají poblíž očí žlázky produkující slané slzy, čímž se zbavují nadbytečné soli získané z mořské vody, kterou pijí.
Želvy vidí pravděpodobně velmi dobře ve tmě, a to díky neobvykle vysokému počtu tyčinek v sítnici oka.[zdroj?] Navíc nedokážou plynule sledovat pohybující se kořist. Tato schopnost je obyčejně vyhrazena pouze predátorům. Masožravé želvy ovšem dokážou velmi rychle pohnout hlavou a doslova chňapnout po kořisti. Vidí barevně.[zdroj?]

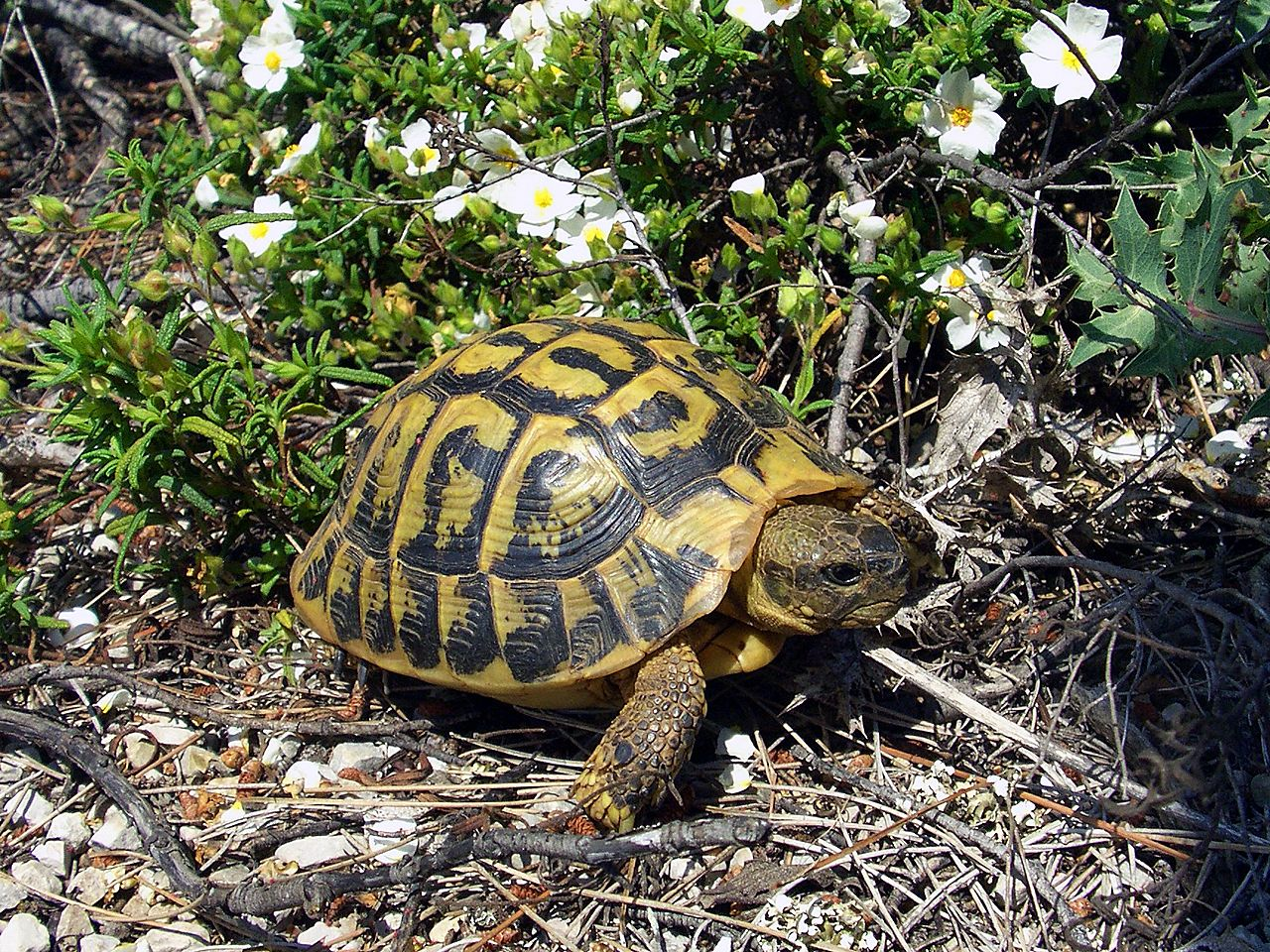
Suchozemská želva zelenavá ze Středomoří

Želvy mají zkostnatělý zobák, čelisti používají ke kousání a žvýkání potravy. Místo zubů je horní i dolní čelist pokryta rohovitými výčnělky. U masožravých želv jsou kvůli chytání potravy obvykle ostré, u býložravých želv bývají vroubkované, což jim pomáhá při žvýkaní velmi tuhých rostlin. Při polykání potravy používají želvy jazyk, avšak na rozdíl od ostatních plazů ho nemohou vystrčit a chytat s ním potravu.[zdroj?]

### Krunýř

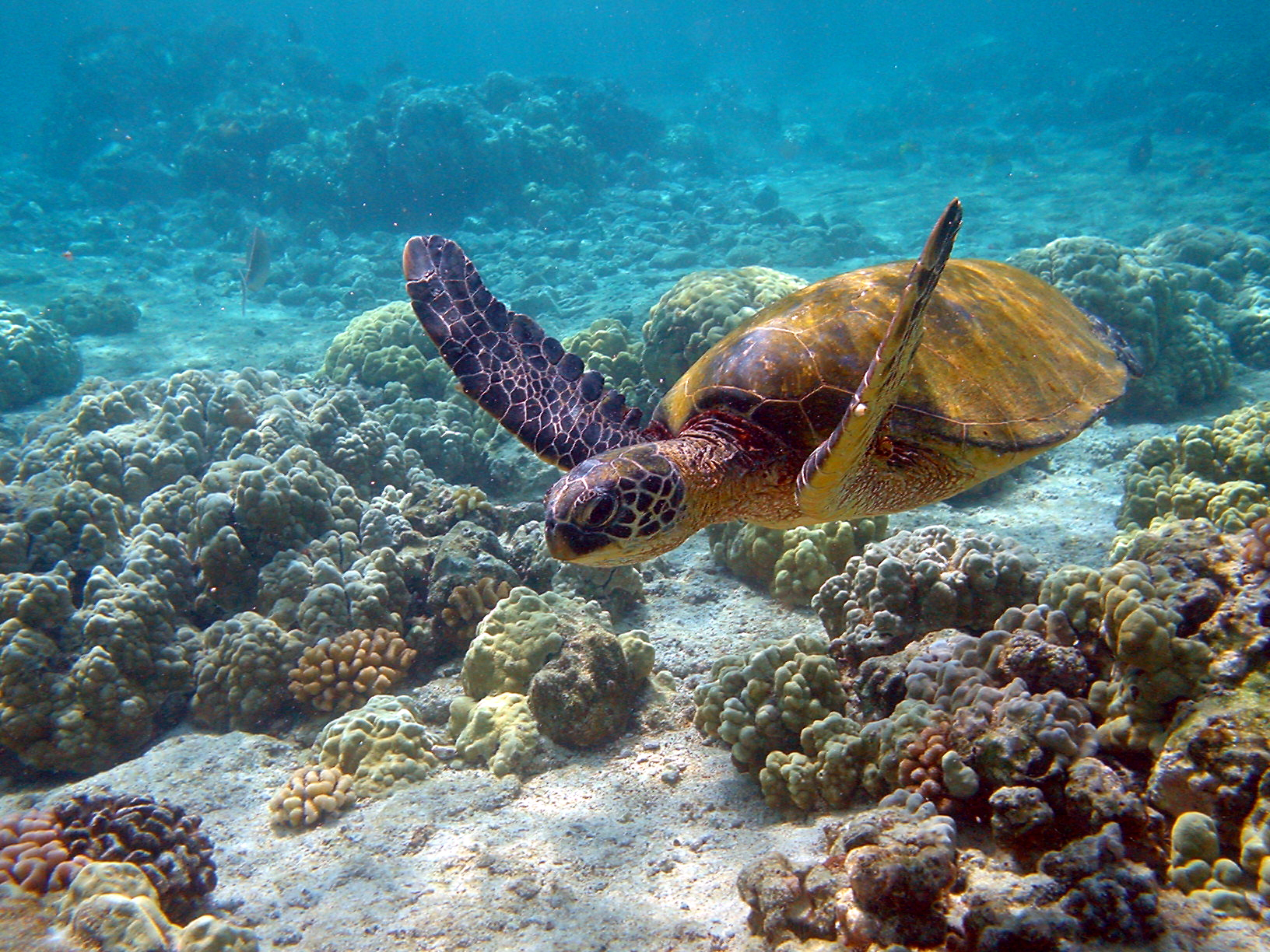

Krunýř sloužil původně u želv při hrabání v zemi. Jednotlivé části krunýře vznikaly u želv postupně v průběhu triasového období.
Horní část krunýře se nazývá karapax, spodní část pak plastron a dohromady jsou spojeny po stranách tzv. mosty. Obvykle je karapax složen z 5 hřbetních, 8 žeberních a 24 postranních desek.[zdroj?] Právě počet těchto desek spolu s tvarem plastronu je jedním z hlavních rozlišovacích znaků pro podobné druhy. Ventrální část krunýře, tedy plastron, vznikl dlouhodobým vývojem z tzv. břišních žeber (gastrálií).
Vnitřní část krunýře tvoří přibližně 60 kostí.[zdroj?] S krunýřem je tělo želvy pevně spojeno páteřními a žeberními kostmi, což v důsledku znamená, že želva nemůže ze svého krunýře vylézt. Vnější část krunýře je většinou pokryta štítovými destičkami z keratinu, některé druhy mají krunýř krytý jen silnou kůží.[zdroj?]
Tvar krunýře nám velmi napomáhá při zjišťování způsobu života želvy. Značná část suchozemských želv má veliký a těžký krunýř kupolovitého tvaru, který znemožňuje predátorům uchopit ho do čelistí a rozdrtit. Želva skalní má naopak plochý a ohebný krunýř, díky kterému se snadno skryje ve skalních trhlinách.[zdroj?]
Většina vodních želv má krunýř plochý, hydrodynamického tvaru, a tak mohou snadno a rychle plavat a potápět se. Krunýř vodních želv je také daleko lehčí než u suchozemských druhů, protože jsou mezi kostmi velké mezery, tzv. fontanely.

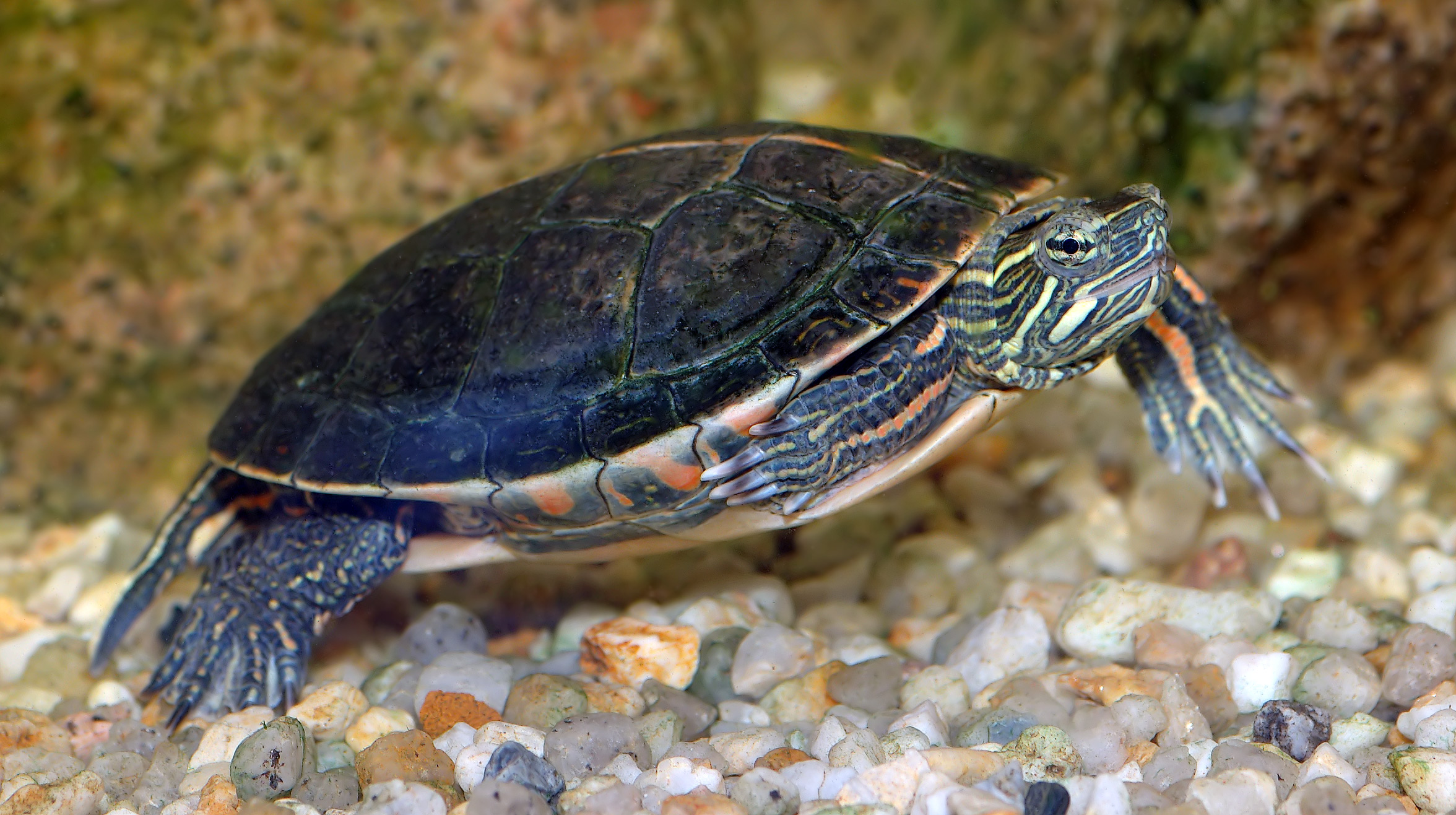
Želva ozdobná

Podle tvaru plastronu se zhruba ve třech letech želvy dá poznat pohlaví. Sameček má plastron vypouklý nahoru, což mu pomáhá při páření.[zdroj?]
Barva krunýře se velmi různí, ale obvykle je to černá, hnědá a olivově zelená. Některé druhy mají na krunýři i červené, oranžové, žluté nebo šedé tečky, linky nebo nepravidelné skvrnky. Jednou z nejkrásněji zbarvených želv je želva ozdobná, která má žlutý plastron a černý nebo olivově zelený karpax s červenými značkami okolo jeho okraje.
Tvar krunýře se u různých želv může lišit v závislosti na jejich ekologických adaptacích i na obývaném ekosystému. Odlišnosti jsou však příliš malé a nedostatečné k tomu, aby bylo možné na jejich základě stanovit typ ekosystému u vyhynulých druhů (na základě fosilních krunýřů pravěkých želv).

### Kůže a její svlékání
Vnější strana krunýře je součástí kůže, kdy každá štítová destička odpovídá jedné modifikované šupině. Zbytek kůže je tvořen mnohem menšími šupinkami, podobně jako u ostatních plazů. Vodní želvy nesvlékají kůži naráz jako hadi, ale neustále po malých kouskách. Pokud je želva chována v akváriu, lze ve vodě najít částečky mrtvé kůže.

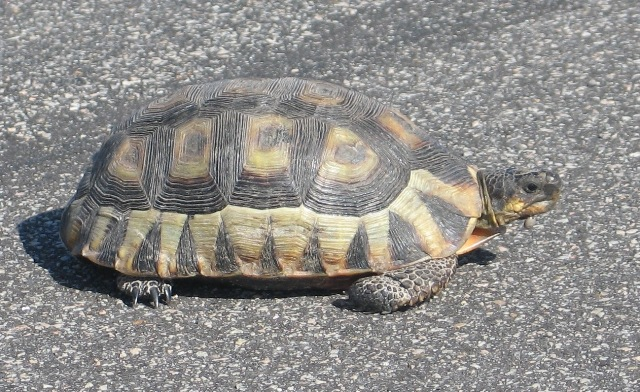
Velmi dobře patrné letokruhy na krunýři želvy Chersina angulata

Suchozemské želvy také svlékají kůži, ale ta se oproti vodním želvám nikdy neodlupuje a vrství se do tlustých ‘kopečků’, které mají podobu letokruhů. Obecně panuje představa, že spočítáním těchto letokruhů dostaneme věk želvy. Tato metoda ale není příliš přesná, zejména z toho důvodu, že rychlost růstu nových destiček se mění (za rok jich při příznivých podmínkách může narůst i několik) a že některé destičky nakonec z krunýře odpadnou.[zdroj?]

### Končetiny
Suchozemské želvy jsou proslulé svým pomalým tempem pohybu, který je dán jednak jejich těžkým a velkým krunýřem, a jednak relativně neefektivním způsobem postavení končetin, které jsou roztažené do stran jako u ještěrek.
Sladkovodní želvy, které žijí částečně i na souši, mají na končetinách plovací blány a dlouhé drápy. Pomocí těchto drápů se mohou vyšplhat na břeh či plovoucí klády, kde se pak rády vyhřívají na slunci. Samci mívají drápy delší a používají je ke stimulaci samice při páření. Podoba těchto anatomických znaků i velikost vajíček byla v evoluci želv v postupu generací přizpůsobována měnícím se podmínkám prostředí.
Styl plavání sladkovodních želv připomíná psa (jakoby běh ve vodě), končetiny ale míří do stran. Velké druhy želv plavou spíše méně, ty největší už často jen chodí po dně řek či jezer.

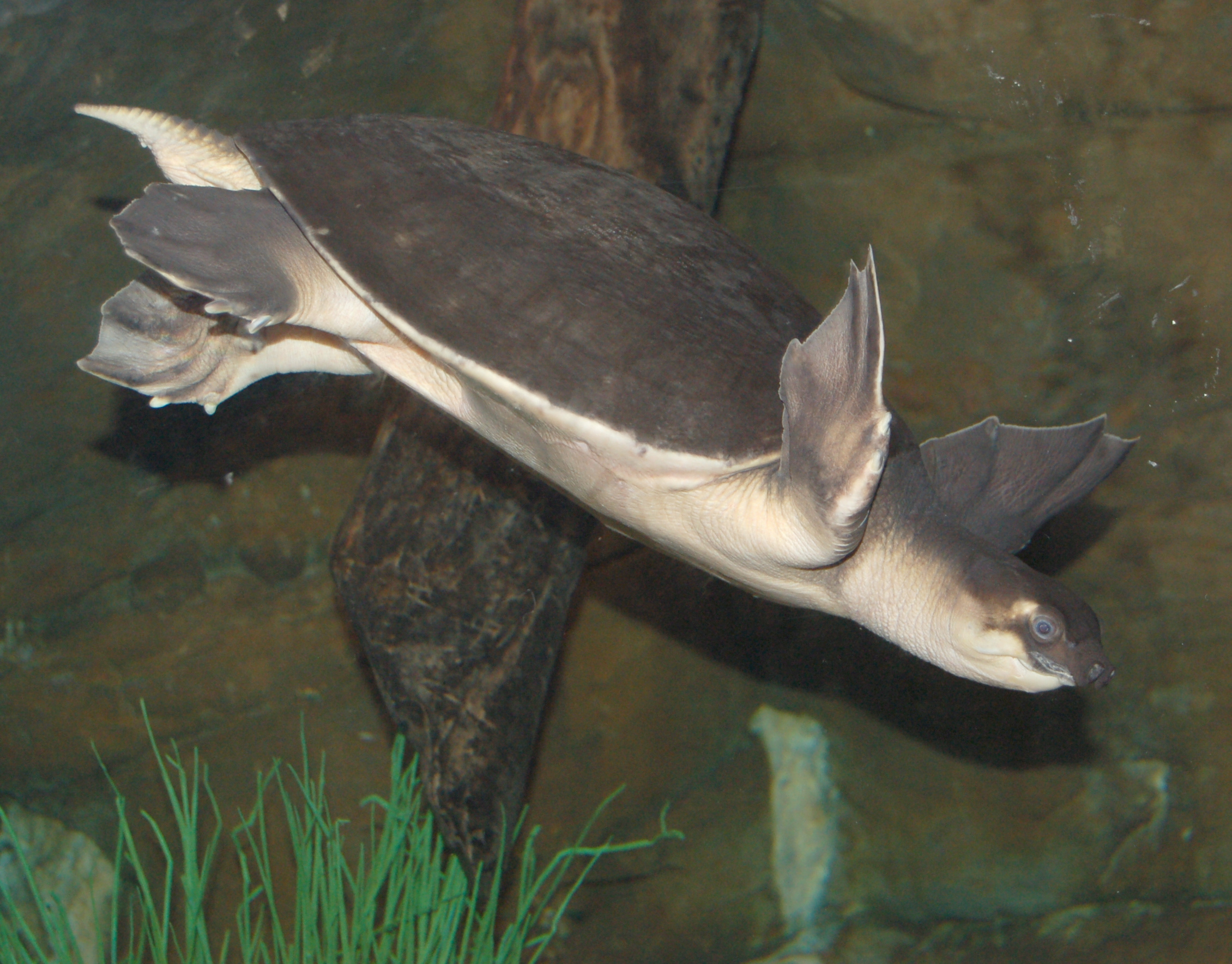
Karetka novoguinejská

Plovací blány mají téměř všechny druhy sladkovodních želv, ale několik druhů, např. karetka novoguinejská, má místo končetin ploutve. Tyto druhy želv pak plavou stejným stylem jako mořské želvy.
Mořské želvy žijí téměř výhradně ve vodě, a tak mají místo nohou ploutve. Ve vodě pak vypadají jako by se vznášely či létaly. Předními končetinami pohybují nahoru a dolů, zadní končetiny nejsou používány k pohybu ale spíše ke kormidlování. Na souši mají velmi omezenou pohyblivost, a tak na břeh vylézají pouze samice, aby nakladly vejce. Pohybují se velmi pomalu a namáhavě se postrkují dopředu pomocí ploutví. Zadními končetinami vyhrabou samice díru, nakladou do nich vejce, a zahrabou je pískem.

## Dýchání
I přesto, že některé druhy stráví značnou část života pod vodou, potřebují dýchat vzduch a musí tedy v pravidelných intervalech vyplouvat na povrch, aby doplnily plíce čerstvým vzduchem. Část života stráví i na souši. Mořské želvy kladou vejce na suchých písečných plážích.
Vědci[kdo?] také zkoumají schopnost některých australských sladkovodních želv dýchat pod vodou.[zdroj?] Některé druhy mají prostornou kloaku, jejíž sliznice tvoří prstovité výběžky, papily, které mají bohaté krevní zásobení a zvyšují povrch kloaky. Želvy tak mohou přijímat kyslík rozpuštěný ve vodě, papily fungují podobně jako rybí žábry.

## Potrava

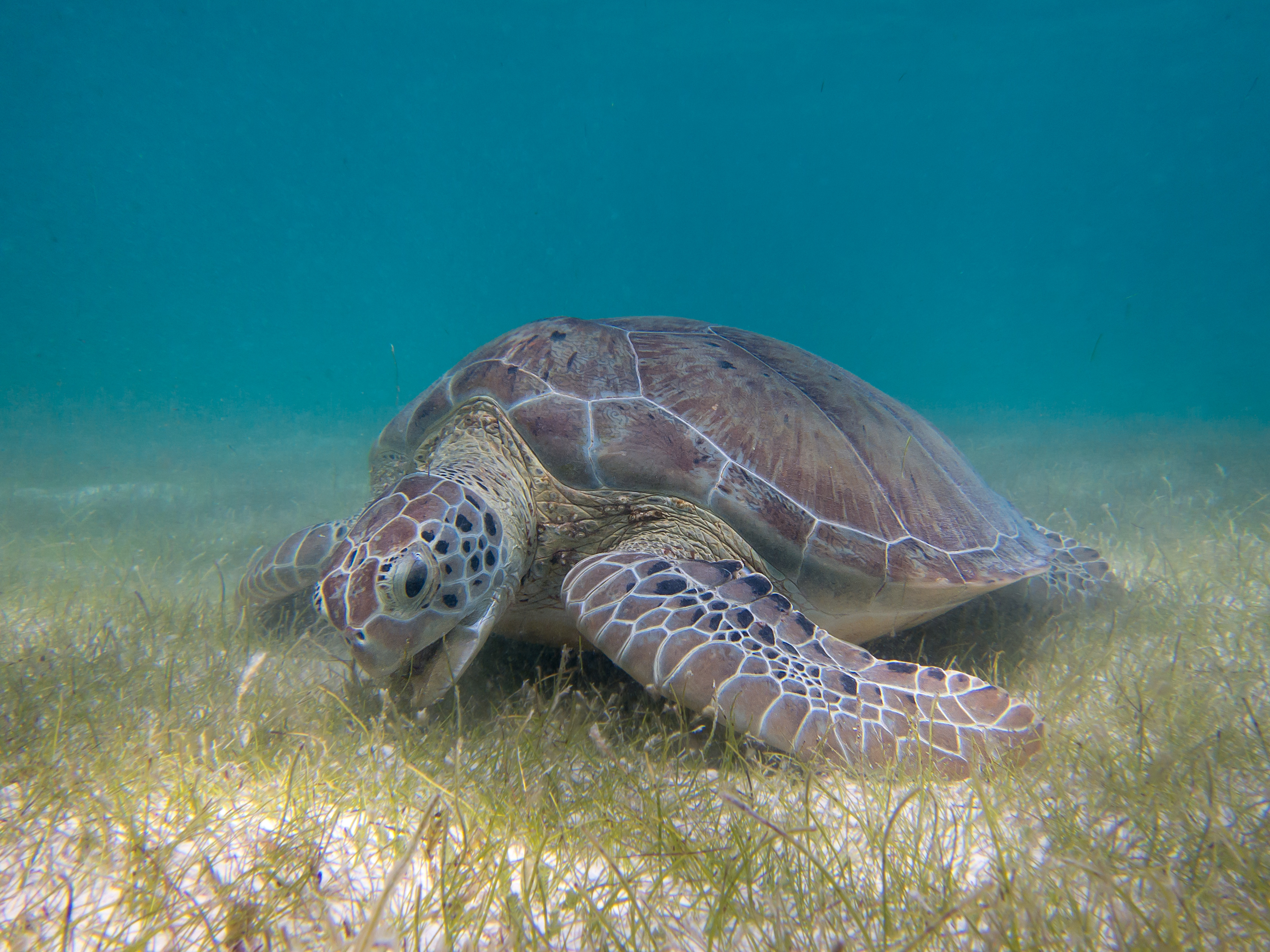
Kareta obrovská konzumuje mořské rostliny

Suchozemské želvy jsou převážně býložravé nebo všežravé. Některé druhy konzumují hmyz, plže a červy. Sladkovodní želvy jsou převážně masožravé - loví ryby a vodní bezobratlé živočichy. Mořské želvy se živí převážně medúzami, houbami a dalšími mořskými živočichy, s výjimkou karety obrovské, která se živí vodními rostlinami.

## Evoluce a taxonomické zařazení
Třída plazů je parafyletický taxon, protože v něm nejsou zahrnuti také ptáci (při širším pojetí plazů také savci). Více informací najdete na stránce věnované plazům.

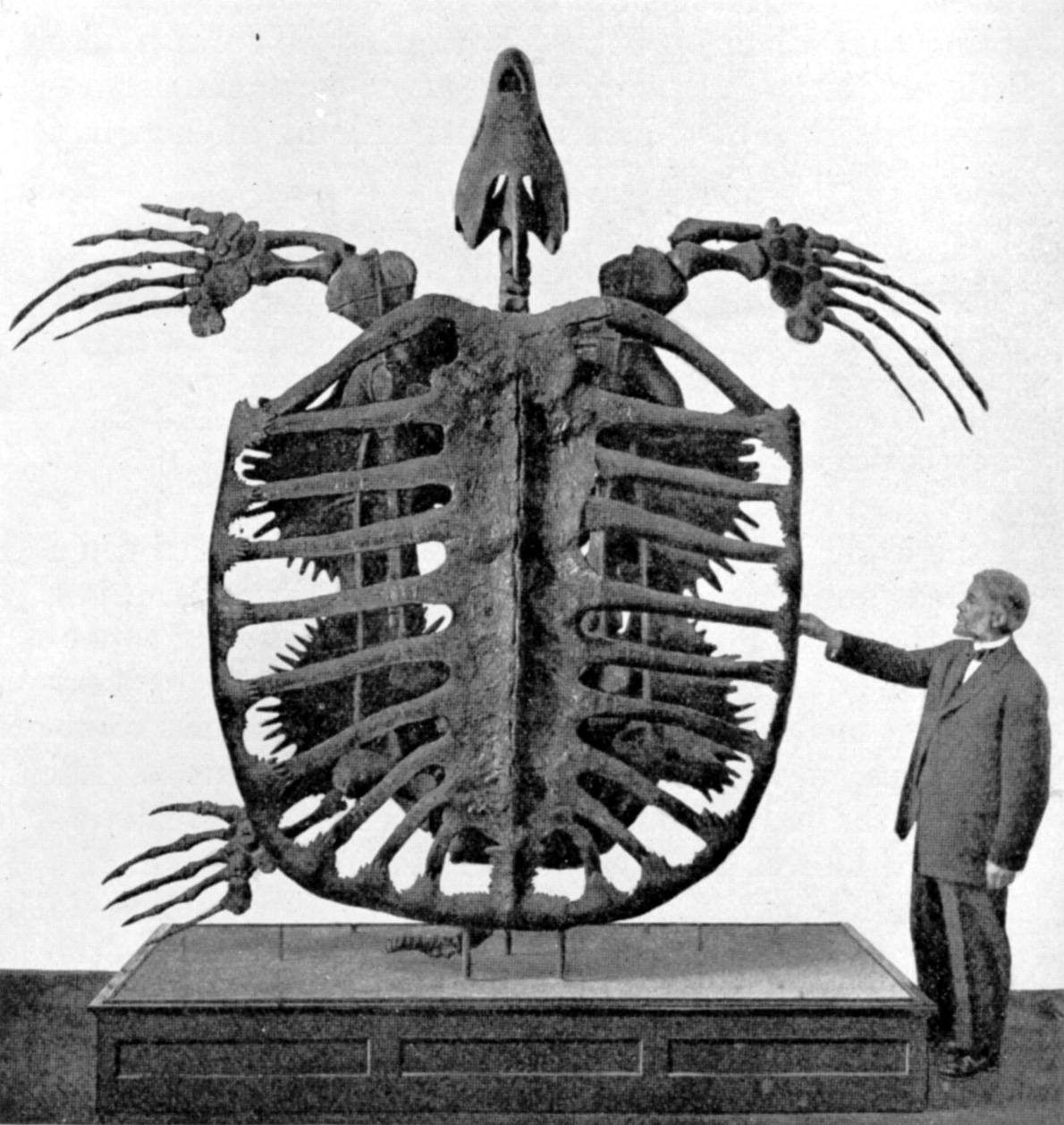
Kostra Archelona z období svrchní křídy, největší želvy všech dob

První želvy se na zemi objevily už v éře dinosaurů, zhruba před 230 miliony lety – jsou jednou z mála skupin v současnosti žijících plazů, které známe již z období triasu. K evoluční radiaci želv dochází po tzv. Karnské pluviální epizodě, hromadném vymírání, které nastalo zhruba před 235 miliony let. Jejich evoluce byla poměrně spletitá a vykazuje množství událostí evolučních radiací i vymírání. To jasně dokládají například zmapované změny v biodiverzitě jihoamerických želv od triasu až po neogén. Želvy jsou jedinou přeživší větví prastarého kladistického podstromu anapsid, který obsahuje skupiny jako Millerettidae, Procolophonoidea a Pareiasauria. Lebka všech druhů anapsid postrádá otvory ve spánkové oblasti. Všechny ostatní žijící druhy amniot mají právě tyto lebeční otvory. Většina anapsid vyhynula v pozdním permu s výjimkou skupiny Procolophonoidea a předchůdců želv, kteří vymřeli později. Stále probíhá spor o to, zda se želvy vyvinuly ve vodním prostředí nebo spíše pod zemí (jako hrabaví živočichové). Do mořského prostředí se nicméně tito plazi v průběhu vývoje opakovaně vraceli. V roce 2018 byl publikován popis první známé želvy (druh Eorhynchochelys sinensis) s ještě nevyvinutým krunýřem, ale zároveň přítomným bezzubým zobákovitým zakončením čelistí. Tento diapsidní plaz žil v období pozdního triasu (asi před 228 miliony let) na území dnešní Číny.
Historicky první popsanou triasovou želvou byl enigmatický druh Chelytherium obscurum, formálně popsaný již roku 1863. Později však tento taxon upadl do částečného zapomnění, až ve 21. století byl pak znovu revidován, a dnes je pokládán za zástupce čeledi Proterochersidae.
Detailní výzkum několika nových archaických zástupců želv z období druhohorního triasu dokládá, že vývoj směřující k moderním želvám byl velmi pozvolný a například formování želvího krunýře probíhalo v množství postupných kroků a trvalo miliony let. Evoluce suchozemských želv probíhala relativně pomalu a pozvolna, od skromných vývojových počátků v triasu až po rapidní, takřka globální rozšíření v průběhu kenozoika.
Nicméně nedávno bylo prokázáno, že typická vlastnost anapsid, kterou převzala i želví lebka, nemusí být znak určující, že jsou želvy potomci anapsid, ale spíše že jde o případ konvergentní evoluce. Nejnovější fylogenetické studie proto zařadily želvy mezi Diapsida, o něco blíže k šupinatým než k archosaurům. Všechny nové studie podporují nové zařazení želv, i když některé přiřazují želvy blíže k archosaurům. Přezkoumáním předchozích fylogenetických stromů, které dokazovaly příbuznost želv s anapsida, bylo zjištěno, že mylné zařazení želv bylo způsobeno jak počátečním předpokladem, že želvy patří mezi Anapsida (a spíše zkoumaly, jaký typ anapsid želvy jsou), tak nedostatečně širokým vzorkem fosilních a recentních taxonů nutných pro sestrojení kladogramu. Přestože věc ještě není uzavřena, většina vědců se nyní přiklání k názoru, že želvy jsou diapsidní.
Mezi vývojově nejstarší známé želvy patří rody Proganochelys a Australochelys, jejich zástupci na Zemi žili ještě před oddělením vznikem sesterských linií – skrytohlavých a skrytohrdlých. Rod Australochelys je s těmito želvami spojován do společné skupiny Rhaptochelydia. V průběhu vývoje se objevily i gigantické druhy želv – v křídových mořích obří rod Archelon, na souších v pleistocénu pak například rod Megalochelys.

## Ohrožení
V současnosti je značná část želví biodiverzity narušována a ohrožována činností člověka. Z celkového počtu 356 recentních druhů je celých 61 % přímo ohroženo vyhynutím. Problémem pro želvy je také lidskou civilizací vyvolaná pozvolná změna globálního klimatu, která může v budoucnu mnohé druhy želv významně ohrozit.
V současnosti je více než polovina známých druhů želv (ze 482 recentních taxonů) přímo ohrožena vyhynutím.

## Světový den želv
V roce 2000 vyhlásila American Tortoise Rescue na 23. května Světový den želv. American Tortoise Rescue je nezisková organizace založená za účelem ochrany všech druhů želv po celém světě a je sponzorem tohoto dne.